# Bruno Radicioni
Bruno Radicioni (Fano, 10 dicembre 1933 – Pesaro, 17 aprile 1997) è stato un pittore, scultore e ceramista italiano, vissuto per un decennio in Canada.

## Biografia
Frequentò la locale Scuola d'Arte di Fano (PU), dedicandosi poi inizialmente all'attività di ceramista a Pesaro, presso le Ceramiche Artistiche Ferruccio Mengaroni lavorando assieme ad altri ceramisti italiani.
Dal 1953 al 1962 è stato in Canada e Stati Uniti d'America soggiornando in particolare a Toronto, Montréal e New York, dove ha partecipato a mostre collettive internazionali e nazionali. Ha anche allestito personali, a Toronto e in altre città canadesi e nello stesso periodo gli è stato commissionato, dall'Alitalia, un grande pannello da porre all'interno dell'aeroporto internazionale di Montreal. Tornato in Italia, ha preso parte a mostre collettive e personali in diverse città italiane ed estere, quali Roma, Parigi, Mosca, New York, Ingolstadt, Milano, Brescia, Venezia, Rimini, Ravenna, Pesaro, Fano, ed altre ancora. La sua mostra personale di pittura in Urbino nel 1972, nella casa-museo di Raffaello Sanzio, ha avuto particolare rilievo. Significativa e celebrativa, per consacrare Bruno Radicioni è stata la mostra presso la chiesa di San Domenico in Urbino degli inizi anni novanta. Qui si cristallizzarono definitivamente le sue figure calve quale stile inconfondibile. Denominate "Figure nel Tempo", esse erano come inserite in un secondo Rinascimento pittorico, nella massima espressione del figurativo quale elemento essenziale ed indispensabile per comprendere il valore simbolico delle figure di Bruno Radicioni. Egli conta collezionisti in Italia ed in tutto il mondo. Ha realizzato illustrazioni e litografie con vasta diffusione anche su riviste internazionali.